# Cyperochloeae
Cyperochloeae là một tông thực vật nhỏ trong phân họ Panicoideae, tìm thấy ở Australia. Chỉ có 2 loài thuộc về 2 chi đơn loài là Cyperochloa và Spartochloa được ghi nhận thuộc tông này.